# Liga národů UEFA 2024/2025 – Liga B
Liga národů UEFA 2024/2025 – Liga B je druhou nejvyšší ze čtyř výkonnostních úrovní Ligy národů UEFA 2024/2025, která je čtvrtou sezónou Ligy národů UEFA, mezinárodní fotbalové soutěže pro národních mužské fotbalové týmy z členských asociací UEFA. Ligy B se účastní 16 týmů. 

## Formát
Týmy asociací, které v předchozím ročníku 2022/2023 skončily na 13.–16. místě v Lize A, 8 týmů na 21.–28. místě v Lize B a 4 postupující týmy z Ligy C (tedy celky na 33.–36. místě), jsou nejprve rozděleny do 4 skupin, ve kterých proti sobě soupeři hrají každý s každým systémem doma–venku. Skupinová fáze se koná od září do listopadu 2024. Na základě výsledků ve skupinové fázi postupují týmy na prvních místech přímo do Ligy A, týmy na druhých místech do vyřazovací fáze o postup do Ligy A ("play-offs A/B"), týmy na třetích místech do vyřazovací fáze play-offs B/C a týmy na čtvrtých místech sestupují do Ligy C Ligy národů 2026/2027.

## Týmy
| Tým      | Pos/Ses | Pořadí |
| -------- | ------- | ------ |
| Rakousko | ↓       | 13     |
| Česko    | ↓       | 14     |
| Anglie   | ↓       | 15     |
| Wales    | ↓       | 16     |
| Finsko   |         | 21     |
| Ukrajina |         | 22     |
| Norsko   |         | 23     |
| Island   |         | 24     |

| Tým        | Pos/Ses | Pořadí |
| ---------- | ------- | ------ |
| Slovinsko  |         | 25     |
| Irsko      |         | 26     |
| Albánie    |         | 27     |
| Černá Hora |         | 28     |
| Gruzie     | ↑       | 33     |
| Řecko      | ↑       | 34     |
| Turecko    | ↑       | 35     |
| Kazachstán | ↑       | 36     |

## Výsledky
| Legenda                      |
| ---------------------------- |
| Postup do Ligy A             |
| Kvalifikován do play-off A/B |
| Kvalifikován do play-off B/C |
| Sestup do Ligy C             |

### Skupina 1

#### Tabulka B1
| Tým      | Z | V | R | P | VG | IG | +/- | B  |
| -------- | - | - | - | - | -- | -- | --- | -- |
| Česko    | 6 | 3 | 2 | 1 | 9  | 8  | +1  | 11 |
| Ukrajina | 6 | 2 | 2 | 2 | 8  | 8  | 0   | 8  |
| Gruzie   | 6 | 2 | 1 | 3 | 7  | 6  | +1  | 7  |
| Albánie  | 6 | 2 | 1 | 3 | 4  | 6  | -2  | 7  |

|          | Česko | Ukrajina | Gruzie | Albánie |
| -------- | ----- | -------- | ------ | ------- |
| Česko    | —     | 3:2      | 2:1    | 2:0     |
| Ukrajina | 1:1   | —        | 1:0    | 1:2     |
| Gruzie   | 4:1   | 1:1      | —      | 0:1     |
| Albánie  | 0:0   | 1:2      | 0:1    | —       |

#### Zápasy
| 7. září 2024 18:00                                                     |        |             |                                                                        |
| Gruzie                                                                 | 4 : 1  | Česko       | Mikheil Meskhi Stadium, Tbilisi diváci: 20 401 rozhodčí: Orel Grinfeld |
| Kvaracchelija 33' (pen.) Čakvetadze 53' Mikautadze 63' Kočorašvili 66' | Report | 80' Kalvach | Mikheil Meskhi Stadium, Tbilisi diváci: 20 401 rozhodčí: Orel Grinfeld |

| 7. září 2024 20:45 |        |                       |                                                         |
| Ukrajina           | 1 : 2  | Albánie               | epet ARENA, Praha diváci: 15 500 rozhodčí: Luis Godinho |
| Konplja 49'        | Report | 54' Ismajli 66' Asani | epet ARENA, Praha diváci: 15 500 rozhodčí: Luis Godinho |

| 10. září 2024 20:45 |        |                 |                                                                      |
| Albánie             | 0 : 1  | Gruzie          | Air Albania Stadium, Tirana diváci: 20 400 rozhodčí: Erik Lambrechts |
|                     | Report | 71' Kočorašvili | Air Albania Stadium, Tirana diváci: 20 400 rozhodčí: Erik Lambrechts |

| 10. září 2024 20:45               |        |                       |                                                           |
| Česko                             | 3 : 2  | Ukrajina              | Fortuna Arena, Praha diváci: 18 722 rozhodčí: John Beaton |
| Šulc 21', 45+2' Souček 80' (pen.) | Report | 37' Vanat 84' Sudakov | Fortuna Arena, Praha diváci: 18 722 rozhodčí: John Beaton |

| 11. října 2024 20:45 |        |         |                                                           |
| Česko                | 2 : 0  | Albánie | epet ARENA, Praha diváci: 17 823 rozhodčí: Benoît Bastien |
| Chorý 3', 63'        | Report |         | epet ARENA, Praha diváci: 17 823 rozhodčí: Benoît Bastien |

| 11. října 2024 20:45 |        |        |                                                                                      |
| Ukrajina             | 1 : 0  | Gruzie | Městský stadion (Poznaň), Poznaň (Polsko) diváci: 21 700 rozhodčí: Julian Weinberger |
| Mudryk 35'           | Report |        | Městský stadion (Poznaň), Poznaň (Polsko) diváci: 21 700 rozhodčí: Julian Weinberger |

| 14. října 2024 18:00 |        |             |                                                                         |
| Gruzie               | 0 : 1  | Albánie     | Mikheil Meskhi Stadium, Tbilisi diváci: 19 981 rozhodčí: Danny Makkelie |
|                      | Report | 48' Asllani | Mikheil Meskhi Stadium, Tbilisi diváci: 19 981 rozhodčí: Danny Makkelie |

| 14. října 2024 20:45 |        |          |                                                                                         |
| Ukrajina             | 1 : 1  | Česko    | Stadion Miejski, Vratislav (Polsko) diváci: 14 734 rozhodčí: Guillermo Cuadra Fernández |
| Dovbyk 52' (pen.)    | Report | 18' Červ | Stadion Miejski, Vratislav (Polsko) diváci: 14 734 rozhodčí: Guillermo Cuadra Fernández |

| 16. listopadu 2024 18:00 |        |                     |                                                                 |
| Gruzie                   | 1 : 1  | Ukrajina            | Adjarabet Arena, Batumi diváci: 19 120 rozhodčí: Chris Kavanagh |
| Mikautadze 76'           | Report | 7' (vl.) Kvirkvelia | Adjarabet Arena, Batumi diváci: 19 120 rozhodčí: Chris Kavanagh |

| 16. listopadu 2024 20:45 |        |       |                                                                     |
| Albánie                  | 0 : 0  | Česko | Air Albania Stadium, Tirana diváci: 20 800 rozhodčí: Sandro Schärer |
|                          | Report |       | Air Albania Stadium, Tirana diváci: 20 800 rozhodčí: Sandro Schärer |

| 19. listopadu 2024 20:45 |        |                          |                                                                    |
| Albánie                  | 1 : 2  | Ukrajina                 | Air Albania Stadium, Tirana diváci: 20 547 rozhodčí: João Pinheiro |
| Bajrami 75' (pen.)       | Report | Zinčenko 5' 10' Jaremčuk | Air Albania Stadium, Tirana diváci: 20 547 rozhodčí: João Pinheiro |

| 19. listopadu 2024 20:45 |        |                |                                                                        |
| Česko                    | 2 : 1  | Gruzie         | Andrův stadion, Olomouc diváci: 12 221 rozhodčí: Anastasios Papapetrou |
| Šulc 3' Hložek 24'       | Report | 60' Mikautadze | Andrův stadion, Olomouc diváci: 12 221 rozhodčí: Anastasios Papapetrou |

1. 1 2 3  Kvůli ruské invazi na Ukrajinu musí Ukrajina až do odvolání hrát své domácí zápasy na neutrálních místech.

### Skupina 2

#### Tabulka B2
| Tým    | Z | V | R | P | VG | IG | +/- | B  |
| ------ | - | - | - | - | -- | -- | --- | -- |
| Anglie | 6 | 5 | 0 | 1 | 16 | 3  | +13 | 15 |
| Řecko  | 6 | 5 | 0 | 1 | 11 | 4  | +7  | 15 |
| Irsko  | 6 | 2 | 0 | 4 | 3  | 12 | -9  | 6  |
| Finsko | 6 | 0 | 0 | 6 | 2  | 13 | -11 | 0  |

|        | Anglie | Řecko | Irsko | Finsko |
| ------ | ------ | ----- | ----- | ------ |
| Anglie | —      | 1:2   | 5:0   | 2:0    |
| Řecko  | 0:3    | —     | 2:0   | 3:0    |
| Irsko  | 0:2    | 0:2   | —     | 1:0    |
| Finsko | 1:3    | 0:2   | 1:2   | —      |

#### Zápasy
| 7. září 2024 17:00 |        |                       |                                                                            |
| Irsko              | 0 : 2  | Anglie                | Aviva Stadium, Dublin diváci: 50 359 rozhodčí: José María Sánchez Martínez |
|                    | Report | 11' Rice 26' Grealish | Aviva Stadium, Dublin diváci: 50 359 rozhodčí: José María Sánchez Martínez |

| 7. září 2024 20:45                   |        |        |                                                          |
| Řecko                                | 3 : 0  | Finsko | OPAP Arena, Athény diváci: 17 293 rozhodčí: Urs Schnyder |
| Ioannidis 23', 76' Källman 37' (vl.) | Report |        | OPAP Arena, Athény diváci: 17 293 rozhodčí: Urs Schnyder |

| 10. září 2024 20:45 |        |        |                                                               |
| Anglie              | 2 : 0  | Finsko | Wembley Stadium, Londýn diváci: 70 221 rozhodčí: Morten Krøgh |
| Kane 57', 76'       | Report |        | Wembley Stadium, Londýn diváci: 70 221 rozhodčí: Morten Krøgh |

| 10. září 2024 20:45 |        |                          |                                                            |
| Irsko               | 0 : 2  | Řecko                    | Aviva Stadium, Dublin diváci: 37 274 rozhodčí: Espen Eskås |
|                     | Report | 50' Ioannidis 87' Tzolis | Aviva Stadium, Dublin diváci: 37 274 rozhodčí: Espen Eskås |

| 10. října 2024 20:45 |        |                     |                                                                 |
| Anglie               | 1 : 2  | Řecko               | Wembley Stadium, Londýn diváci: 79 012 rozhodčí: Andrea Colombo |
| Bellingham 87'       | Report | 49', 90+4' Pavlidis | Wembley Stadium, Londýn diváci: 79 012 rozhodčí: Andrea Colombo |

| 10. října 2024 20:45 |        |                      |                                                                                    |
| Finsko               | 1 : 2  | Irsko                | Helsinský olympijský stadion, Helsinky diváci: 16 105 rozhodčí: Aleksandar Stavrev |
| Pohjanpalo 17'       | Report | 57' Scales 88' Brady | Helsinský olympijský stadion, Helsinky diváci: 16 105 rozhodčí: Aleksandar Stavrev |

| 13. října 2024 18:00 |        |                                            |                                                                                  |
| Finsko               | 1 : 3  | Anglie                                     | Helsinský olympijský stadion, Helsinky diváci: 32 411 rozhodčí: Giorgi Kruašvili |
| Hoskonen 87'         | Report | 18' Grealish 74' Alexander-Arnold 84' Rice | Helsinský olympijský stadion, Helsinky diváci: 32 411 rozhodčí: Giorgi Kruašvili |

| 13. října 2024 20:45         |        |       |                                                                 |
| Řecko                        | 2 : 0  | Irsko | Stadion Karaiskakis, Pireus diváci: 30 253 rozhodčí: Joey Kooij |
| Bakasetas 48' Mantalos 90+1' | Report |       | Stadion Karaiskakis, Pireus diváci: 30 253 rozhodčí: Joey Kooij |

| 14. listopadu 2024 20:45 |        |                                            |                                                                    |
| Řecko                    | 0 : 3  | Anglie                                     | Olympijský stadion, Athény diváci: 60 664 rozhodčí: Daniel Siebert |
|                          | Report | 7' Watkins 78' (vl.) Vlachodimos 83' Jones | Olympijský stadion, Athény diváci: 60 664 rozhodčí: Daniel Siebert |

| 14. listopadu 2024 20:45 |        |        |                                                            |
| Irsko                    | 1 : 0  | Finsko | Aviva Stadium, Dublin diváci: 39 163 rozhodčí: Harm Osmers |
| Ferguson 45'             | Report |        | Aviva Stadium, Dublin diváci: 39 163 rozhodčí: Harm Osmers |

| 17. listopadu 2024 18:00                                              |        |       |                                                                  |
| Anglie                                                                | 5 : 0  | Irsko | Wembley Stadium, Londýn diváci: 79 969 rozhodčí: Erik Lambrechts |
| Kane 53' (pen.) Gordon 56' Gallagher 58' Bowen 76' Harwood-Bellis 79' | Report |       | Wembley Stadium, Londýn diváci: 79 969 rozhodčí: Erik Lambrechts |

| 18. listopadu 2024 18:00 |        |                          |                                                                               |
| Finsko                   | 0 : 2  | Řecko                    | Helsinský olympijský stadion, Helsinky diváci: 17 661 rozhodčí: Willy Delajod |
|                          | Report | 52' Bakasetas 56' Tzolis | Helsinský olympijský stadion, Helsinky diváci: 17 661 rozhodčí: Willy Delajod |

### Skupina 3

#### Tabulka B3
| Tým        | Z | V | R | P | VG | IG | +/- | B  |
| ---------- | - | - | - | - | -- | -- | --- | -- |
| Norsko     | 6 | 4 | 1 | 1 | 15 | 7  | +8  | 13 |
| Rakousko   | 6 | 3 | 2 | 1 | 14 | 5  | +9  | 11 |
| Slovinsko  | 6 | 2 | 2 | 2 | 7  | 9  | -2  | 8  |
| Kazachstán | 6 | 0 | 1 | 5 | 0  | 15 | -15 | 1  |

|            | Norsko | Rakousko | Slovinsko | Kazachstán |
| ---------- | ------ | -------- | --------- | ---------- |
| Norsko     | —      | 2:1      | 3:0       | 5:0        |
| Rakousko   | 5:1    | —        | 1:1       | 4:0        |
| Slovinsko  | 1:4    | 1:1      | —         | 3:0        |
| Kazachstán | 0:0    | 0:2      | 0:1       | —          |

#### Zápasy
| 6. září 2024 16:00 |        |        |                                                                           |
| Kazachstán         | 0 : 0  | Norsko | Centrální stadion Almaty, Almaty diváci: 23 173 rozhodčí: Allard Lindhout |
|                    | Report |        | Centrální stadion Almaty, Almaty diváci: 23 173 rozhodčí: Allard Lindhout |

| 6. září 2024 20:45 |        |            |                                                                |
| Slovinsko          | 1 : 1  | Rakousko   | Stadion Stožice, Lublaň diváci: 14 834 rozhodčí: Radu Petrescu |
| Šeško 16' (pen.)   | Report | 28' Laimer | Stadion Stožice, Lublaň diváci: 14 834 rozhodčí: Radu Petrescu |

| 9. září 2024 20:45   |        |              |                                                                  |
| Norsko               | 2 : 1  | Rakousko     | Ullevaal Stadion, Oslo diváci: 23 171 rozhodčí: Nikola Dabanović |
| Myhre 9' Haaland 80' | Report | 37' Sabitzer | Ullevaal Stadion, Oslo diváci: 23 171 rozhodčí: Nikola Dabanović |

| 9. září 2024 20:45  |        |            |                                                               |
| Slovinsko           | 3 : 0  | Kazachstán | Stožice Stadium, Lublaň diváci: 9 814 rozhodčí: João Pinheiro |
| Šeško 23', 28', 63' | Report |            | Stožice Stadium, Lublaň diváci: 9 814 rozhodčí: João Pinheiro |

| 10. října 2024 20:45                                |        |            |                                                                 |
| Rakousko                                            | 4 : 0  | Kazachstán | Red Bull Arena, Salcburk diváci: 14 500 rozhodčí: Don Robertson |
| Baumgartner 10' Lienhart 54' Sabitzer 56' Seidl 79' | Report |            | Red Bull Arena, Salcburk diváci: 14 500 rozhodčí: Don Robertson |

| 10. října 2024 20:45        |        |           |                                                                       |
| Norsko                      | 3 : 0  | Slovinsko | Ullevaal Stadion, Oslo diváci: 23 341 rozhodčí: Manfredas Lukjančukas |
| Haaland 7', 62' Sørloth 52' | Report |           | Ullevaal Stadion, Oslo diváci: 23 341 rozhodčí: Manfredas Lukjančukas |

| 13. října 2024 15:00 |        |            |                                                            |
| Kazachstán           | 0 : 1  | Slovinsko  | Astana Arena, Astana diváci: 19 783 rozhodčí: Craig Pawson |
|                      | Report | 55' Mlakar | Astana Arena, Astana diváci: 19 783 rozhodčí: Craig Pawson |

| 13. října 2024 20:45                                             |        |             |                                                               |
| Rakousko                                                         | 5 : 1  | Norsko      | Raiffeisen Arena, Linec diváci: 16 500 rozhodčí: Tamás Bognár |
| Arnautović 8', 49' (pen.) Lienhart 58' Posch 62' Gregoritsch 71' | Report | 39' Sørloth | Raiffeisen Arena, Linec diváci: 16 500 rozhodčí: Tamás Bognár |

| 14. listopadu 2024 16:00 |        |                                 |                                                                     |
| Kazachstán               | 0 : 2  | Rakousko                        | Almaty Central Stadium, Almaty diváci: 9 753 rozhodčí: Marian Barbu |
|                          | Report | 15' Baumgartner 25' Gregoritsch | Almaty Central Stadium, Almaty diváci: 9 753 rozhodčí: Marian Barbu |

| 14. listopadu 2024 20:45 |        |                                    |                                                                 |
| Slovinsko                | 1 : 4  | Norsko                             | Stadion Stožice, Lublaň diváci: 15 308 rozhodčí: Michael Oliver |
| Šeško 21' (pen.)         | Report | 9', 54' Nusa 45' Haaland 82' Hauge | Stadion Stožice, Lublaň diváci: 15 308 rozhodčí: Michael Oliver |

| 17. listopadu 2024 18:00 |        |                  |                                                                   |
| Rakousko                 | 1 : 1  | Slovinsko        | Ernst-Happel-Stadion, Vídeň diváci: 46 000 rozhodčí: Glenn Nyberg |
| Schmid 27'               | Report | 81' Gnezda Čerin | Ernst-Happel-Stadion, Vídeň diváci: 46 000 rozhodčí: Glenn Nyberg |

| 18. listopadu 2024 18:00                   |        |            |                                                                 |
| Norsko                                     | 5 : 0  | Kazachstán | Ullevaal Stadion, Oslo diváci: 23 458 rozhodčí: Jasper Vergoote |
| Haaland 23', 37', 71' Sørloth 41' Nusa 76' | Report |            | Ullevaal Stadion, Oslo diváci: 23 458 rozhodčí: Jasper Vergoote |

### Skupina 4

#### Tabulka B4
| Tým        | Z | V | R | P | VG | IG | +/- | B  |
| ---------- | - | - | - | - | -- | -- | --- | -- |
| Wales      | 6 | 3 | 3 | 0 | 9  | 4  | +5  | 12 |
| Turecko    | 6 | 3 | 2 | 1 | 9  | 6  | +3  | 11 |
| Island     | 6 | 2 | 1 | 3 | 10 | 13 | -3  | 7  |
| Černá Hora | 6 | 1 | 0 | 5 | 4  | 9  | -5  | 3  |

|            | Wales | Turecko | Island | Černá Hora |
| ---------- | ----- | ------- | ------ | ---------- |
| Wales      | —     | 0:0     | 4:1    | 1:0        |
| Turecko    | 0:0   | —       | 3:1    | 1:0        |
| Island     | 2:2   | 2:4     | —      | 2:0        |
| Černá Hora | 1:2   | 3:1     | 0:2    | —          |

#### Zápasy
| 6. září 2024 20:45             |        |            |                                                                   |
| Island                         | 2 : 0  | Černá Hora | Laugardalsvöllur, Reykjavík diváci: 4 683 rozhodčí: Willy Delajod |
| Óskarsson 39' Þorsteinsson 58' | Report |            | Laugardalsvöllur, Reykjavík diváci: 4 683 rozhodčí: Willy Delajod |

| 6. září 2024 20:45 |        |         |                                                                    |
| Wales              | 0 : 0  | Turecko | Cardiff City Stadium, Cardiff diváci: 28 625 rozhodčí: Rohit Saggi |
|                    | Report |         | Cardiff City Stadium, Cardiff diváci: 28 625 rozhodčí: Rohit Saggi |

| 9. září 2024 20:45 |        |                    |                                                                |
| Černá Hora         | 1 : 2  | Wales              | Gradski Stadion, Nikšić diváci: 3 569 rozhodčí: Georgi Kabakov |
| Camaj 73'          | Report | 1' Moore 3' Wilson | Gradski Stadion, Nikšić diváci: 3 569 rozhodčí: Georgi Kabakov |

| 9. září 2024 20:45      |        |             |                                                                   |
| Turecko                 | 3 : 1  | Island      | Gürsel Aksel Stadium, Smyrna diváci: 16 167 rozhodčí: Enea Jorgji |
| Aktürkoğlu 2', 52', 88' | Report | 37' Pálsson | Gürsel Aksel Stadium, Smyrna diváci: 16 167 rozhodčí: Enea Jorgji |

| 11. října 2024 20:45        |        |                        |                                                                   |
| Island                      | 2 : 2  | Wales                  | Laugardalsvöllur, Reykjavík diváci: 6 141 rozhodčí: Antoni Bandić |
| Tómasson 69' Ward 72' (vl.) | Report | 11' Johnson 29' Wilson | Laugardalsvöllur, Reykjavík diváci: 6 141 rozhodčí: Antoni Bandić |

| 11. října 2024 20:45 |        |            |                                                                         |
| Turecko              | 1 : 0  | Černá Hora | Samsun 19 Mayıs Stadium, Samsun diváci: 28 829 rozhodčí: Daniele Chiffi |
| Kahveci 69'          | Report |            | Samsun 19 Mayıs Stadium, Samsun diváci: 28 829 rozhodčí: Daniele Chiffi |

| 14. října 2024 20:45        |        |                                                              |                                                                        |
| Island                      | 2 : 4  | Turecko                                                      | Laugardalsvöllur, Reykjavík diváci: 5 260 rozhodčí: Damian Sylwestrzak |
| Óskarsson 3' Guðjohnsen 83' | Report | 62' Kahveci 67' (pen.) Çalhanoğlu 88' Güler 90+5' Aktürkoğlu | Laugardalsvöllur, Reykjavík diváci: 5 260 rozhodčí: Damian Sylwestrzak |

| 14. října 2024 20:45 |        |            |                                                                    |
| Wales                | 1 : 0  | Černá Hora | Cardiff City Stadium, Cardiff diváci: 27 326 rozhodčí: Filip Glova |
| Wilson 36' (pen.)    | Report |            | Cardiff City Stadium, Cardiff diváci: 27 326 rozhodčí: Filip Glova |

| 16. listopadu 2024 18:00 |        |                               |                                                                |
| Černá Hora               | 0 : 2  | Island                        | Gradski Stadion, Nikšić diváci: 2 354 rozhodčí: Sven Jablonski |
|                          | Report | 74' Óskarsson 88' Jóhannesson | Gradski Stadion, Nikšić diváci: 2 354 rozhodčí: Sven Jablonski |

| 16. listopadu 2024 18:00 |        |       |                                                                           |
| Turecko                  | 0 : 0  | Wales | Kadir Has Stadium, Kayseri diváci: 28 812 rozhodčí: Juan Martínez Munuera |
|                          | Report |       | Kadir Has Stadium, Kayseri diváci: 28 812 rozhodčí: Juan Martínez Munuera |

| 19. listopadu 2024 20:45 |        |            |                                                              |
| Černá Hora               | 3 : 1  | Turecko    | Gradski Stadion, Nikšić diváci: 2 579 rozhodčí: Urs Schnyder |
| Krstović 29', 45', 73'   | Report | 37' Yıldız | Gradski Stadion, Nikšić diváci: 2 579 rozhodčí: Urs Schnyder |

| 19. listopadu 2024 20:45                 |        |               |                                                                      |
| Wales                                    | 4 : 1  | Island        | Cardiff City Stadium, Cardiff diváci: 28 240 rozhodčí: António Nobre |
| Cullen 32', 45+1' Johnson 65' Wilson 79' | Report | 8' Guðjohnsen | Cardiff City Stadium, Cardiff diváci: 28 240 rozhodčí: António Nobre |

### Play-offs B/C
| Domácí v 1. zápase | Celkem | Hosté v 1. zápase | 1. zápas | 2. zápas |
| ------------------ | ------ | ----------------- | -------- | -------- |
| Kosovo             | - : -  | Island            | 20.3.    | 23.3.    |
| Bulharsko          | - : -  | Irsko             | 20.3.    | 23.3.    |
| Arménie            | - : -  | Gruzie            | 20.3.    | 23.3.    |
| Slovensko          | - : -  | Slovinsko         | 20.3.    | 23.3.    |